# 2008-as NFL-draft
A 2008-as National Football League draftot a Radio City Music Hallban rendezték meg, New Yorkban, 2008. április 26-án és 27-én.

## Játékos választások
| Kárpótló választás |

### Első kör
| Választás # | NFL Csapat                                                      | Játékos                          | Pozíció          | Főiskola        |
| ----------- | --------------------------------------------------------------- | -------------------------------- | ---------------- | --------------- |
| 1           | Miami Dolphins                                                  | Jake Long                        | Offensive tackle | Michigan        |
| 2           | St. Louis Rams                                                  | Chris Long                       | Defensive end    | Virginia        |
| 3           | Atlanta Falcons                                                 | Matt Ryan                        | Quarterback      | Boston College  |
| 4           | Oakland Raiders                                                 | Darren McFadden                  | Running back     | Arkansas        |
| 5           | Kansas City Chiefs                                              | Glenn Dorsey                     | Defensive tackle | LSU             |
| 6           | New York Jets                                                   | Vernon Gholston                  | Defensive end    | Ohio State      |
| 7           | New Orleans Saints (San Franciscotól a New Englanden keresztül) | Sedrick Ellis                    | Defensive tackle | USC             |
| 8           | Jacksonville Jaguars (Baltimoretól)                             | Derrick Harvey                   | Defensive end    | Florida         |
| 9           | Cincinnati Bengals                                              | Keith Rivers                     | Linebacker       | USC             |
| 10          | New England Patriots (New Orleanstól)                           | Jerod Mayo                       | Linebacker       | Tennessee       |
| 11          | Buffalo Bills                                                   | Leodis McKelvin                  | Cornerback       | Troy            |
| 12          | Denver Broncos                                                  | Ryan Clady                       | Offensive tackle | Boise State     |
| 13          | Carolina Panthers                                               | Jonathan Stewart                 | Running back     | Oregon          |
| 14          | Chicago Bears                                                   | Chris Williams                   | Offensive tackle | Vanderbilt      |
| 15          | Kansas City Chiefs (Detroittól)                                 | Branden Albert                   | Offensive guard  | Virginia        |
| 16          | Arizona Cardinals                                               | Dominique Rodgers-Cromartie      | Cornerback       | Tennessee State |
| 17          | Detroit Lions (from Minnesota through Kansas City)              | Gosder Cherilus                  | Offensive tackle | Boston College  |
| 18          | Baltimore Ravens (Houstontól)                                   | Joe Flacco                       | Quarterback      | Delaware        |
| 19          | Carolina Panthers (Philadelphiától)                             | Jeff Otah                        | Offensive tackle | Pittsburgh      |
| 20          | Tampa Bay Buccaneers                                            | Aqib Talib                       | Cornerback       | Kansas          |
| 21          | Atlanta Falcons (Washingtontól)                                 | Sam Baker                        | Offensive tackle | USC             |
| 22          | Dallas Cowboys (Clevelandtől)                                   | Felix Jones                      | Running back     | Arkansas        |
| 23          | Pittsburgh Steelers                                             | Rashard Mendenhall               | Running back     | Illinois        |
| 24          | Tennessee Titans                                                | Chris Johnson                    | Running back     | East Carolina   |
| 25          | Dallas Cowboys (Seattletől)                                     | Mike Jenkins                     | Cornerback       | South Florida   |
| 26          | Houston Texans (Jacksonvilletől a Baltimore-on keresztül)       | Duane Brown                      | Offensive tackle | Virginia Tech   |
| 27          | San Diego Chargers                                              | Antoine Cason                    | Cornerback       | Arizona         |
| 28          | Seattle Seahawks (Dallastól)                                    | Lawrence Jackson                 | Defensive end    | USC             |
| 29          | San Francisco 49ers (Indianapolistól)                           | Kentwan Balmer                   | Defensive tackle | North Carolina  |
| 30          | New York Jets (Green Baytől)                                    | Dustin Keller                    | Tight end        | Purdue          |
| —           | New England Patriots                                            | A választás jogát elvette a liga | —                | —               |
| 31          | New York Giants                                                 | Kenny Phillips                   | Safety           | Miami (FL)      |

### Második kör
| Választás # | NFL Csapat                                             | Játékos           | Pozíció          | Főiskola          |
| ----------- | ------------------------------------------------------ | ----------------- | ---------------- | ----------------- |
| 32          | Miami Dolphins                                         | Phillip Merling   | Defensive end    | Clemson           |
| 33          | St. Louis Rams                                         | Donnie Avery      | Wide receiver    | Houston           |
| 34          | Washington Redskins (from Oakland through Atlanta)     | Devin Thomas      | Wide receiver    | Michigan State    |
| 35          | Kansas City Chiefs                                     | Brandon Flowers   | Cornerback       | Virginia Tech     |
| 36          | Green Bay Packers(from New York Jets)                  | Jordy Nelson      | Wide receiver    | Kansas State      |
| 37          | Atlanta Falcons                                        | Curtis Lofton     | Linebacker       | Oklahoma          |
| 38          | Seattle Seahawks (from Baltimore)                      | John Carlson      | Tight end        | Notre Dame        |
| 39          | San Francisco 49ers                                    | Chilo Rachal      | Offensive guard  | USC               |
| 40          | New Orleans Saints                                     | Tracy Porter      | Cornerback       | Indiana           |
| 41          | Buffalo Bills                                          | James Hardy       | Wide receiver    | Indiana           |
| 42          | Denver Broncos                                         | Eddie Royal       | Wide receiver    | Virginia Tech     |
| 43          | Minnesota Vikings (from Carolina through Philadelphia) | Tyrell Johnson    | Safety           | Arkansas State    |
| 44          | Chicago Bears                                          | Matt Forté        | Running back     | Tulane            |
| 45          | Detroit Lions                                          | Jordon Dizon      | Linebacker       | Colorado          |
| 46          | Cincinnati Bengals                                     | Jerome Simpson    | Wide receiver    | Coastal Carolina  |
| 47          | Philadelphia Eagles (from Minnesota)                   | Trevor Laws       | Defensive tackle | Notre Dame        |
| 48          | Washington Redskins (from Houston through Atlanta)     | Fred Davis        | Tight end        | USC               |
| 49          | Philadelphia Eagles                                    | DeSean Jackson    | Wide receiver    | California        |
| 50          | Arizona Cardinals                                      | Calais Campbell   | Defensive end    | Miami (FL)        |
| 51          | Washington Redskins                                    | Malcolm Kelly     | Wide receiver    | Oklahoma          |
| 52          | Jacksonville Jaguars (from Tampa Bay)                  | Quentin Groves    | Defensive end    | Auburn            |
| 53          | Pittsburgh Steelers                                    | Limas Sweed       | Wide receiver    | Texas             |
| 54          | Tennessee Titans                                       | Jason Jones       | Defensive tackle | Eastern Michigan  |
| 55          | Baltimore Ravens (from Seattle)                        | Ray Rice          | Running back     | Rutgers           |
| 56          | Green Bay Packers (from Cleveland)                     | Brian Brohm       | Quarterback      | Louisville        |
| 57          | Miami Dolphins (from San Diego)                        | Chad Henne        | Quarterback      | Michigan          |
| 58          | Tampa Bay Buccaneers (from Jacksonville)               | Dexter Jackson    | Wide receiver    | Appalachian State |
| 59          | Indianapolis Colts                                     | Mike Pollak       | Center           | Arizona State     |
| 60          | Green Bay Packers                                      | Patrick Lee       | Cornerback       | Auburn            |
| 61          | Dallas Cowboys                                         | Martellus Bennett | Tight end        | Texas A&M         |
| 62          | New England Patriots                                   | Terrence Wheatley | Cornerback       | Colorado          |
| 63          | New York Giants                                        | Terrell Thomas    | Cornerback       | USC               |

### Harmadik kör
| Választás # | NFL Csapat                                                         | Játékos           | Pozíció          | Főiskola             |
| ----------- | ------------------------------------------------------------------ | ----------------- | ---------------- | -------------------- |
| 64          | Detroit Lions (from Miami)                                         | Kevin Smith       | Running back     | Central Florida      |
| 65          | St. Louis Rams                                                     | John Greco        | Offensive tackle | Toledo               |
| 66          | Miami Dolphins(from Detroit through Kansas City)                   | Kendall Langford  | Defensive end    | Hampton              |
| 67          | Carolina Panthers (from New York Jets)                             | Charles Godfrey   | Cornerback       | Iowa                 |
| 68          | Atlanta Falcons                                                    | Chevis Jackson    | Cornerback       | LSU                  |
| 69          | San Diego Chargers (from Oakland through New England)              | Jacob Hester      | Fullback         | LSU                  |
| 70          | Chicago Bears (from San Francisco)                                 | Earl Bennett      | Wide receiver    | Vanderbilt           |
| 71          | Baltimore Ravens (from Baltimore through Buffalo and Jacksonville) | Tavares Gooden    | Linebacker       | Miami (FL)           |
| 72          | Buffalo Bills                                                      | Chris Ellis       | Defensive end    | Virginia Tech        |
| 73          | Kansas City Chiefs (from Denver through Minnesota)                 | Jamaal Charles    | Running back     | Texas                |
| 74          | Carolina Panthers                                                  | Dan Connor        | Linebacker       | Penn State           |
| 75          | San Francisco 49ers (from Chicago)                                 | Reggie Smith      | Cornerback       | Oklahoma             |
| 76          | Kansas City Chiefs (from Detroit)                                  | Brad Cottam       | Tight end        | Tennessee            |
| 77          | Cincinnati Bengals                                                 | Pat Sims          | Defensive tackle | Auburn               |
| 78          | New England Patriots (from New Orleans)                            | Shawn Crable      | Linebacker       | Michigan             |
| 79          | Houston Texans                                                     | Antwaun Molden    | Cornerback       | Eastern Kentucky     |
| 80          | Philadelphia Eagles                                                | Bryan Smith       | Defensive end    | McNeese State        |
| 81          | Arizona Cardinals                                                  | Early Doucet      | Wide receiver    | LSU                  |
| 82          | Kansas City Chiefs (from Minnesota)                                | DaJuan Morgan     | Safety           | North Carolina State |
| 83          | Tampa Bay Buccaneers                                               | Jeremy Zuttah     | Offensive guard  | Rutgers              |
| 84          | Atlanta Falcons (from Washington)                                  | Harry Douglas     | Wide receiver    | Louisville           |
| 85          | Tennessee Titans                                                   | Craig Stevens     | Tight end        | California           |
| 86          | Baltimore Ravens (from Seattle)                                    | Tom Zbikowski     | Safety           | Notre Dame           |
| 87          | Detroit Lions (from Cleveland)                                     | Andre Fluellen    | Defensive tackle | Florida State        |
| 88          | Pittsburgh Steelers                                                | Bruce Davis       | Linebacker       | UCLA                 |
| 89          | Houston Texans (from Jacksonville through Baltimore)               | Steve Slaton      | Running back     | West Virginia        |
| 90          | Chicago Bears (from San Diego)                                     | Marcus Harrison   | Defensive tackle | Arkansas             |
| 91          | Green Bay Packers                                                  | Jermichael Finley | Tight end        | Texas                |
| 92          | Detroit Lions (from Dallas)                                        | Cliff Avril       | Linebacker       | Purdue               |
| 93          | Indianapolis Colts                                                 | Philip Wheeler    | Linebacker       | Georgia Tech         |
| 94          | New England Patriots                                               | Kevin O'Connell   | Quarterback      | San Diego State      |
| 95          | New York Giants                                                    | Mario Manningham  | Wide receiver    | Michigan             |
| 96          | Washington Redskins                                                | Chad Rinehart     | Offensive tackle | Northern Iowa        |
| 97          | Cincinnati Bengals                                                 | Andre Caldwell    | Wide receiver    | Florida              |
| 98          | Atlanta Falcons                                                    | Thomas DeCoud     | Safety           | California           |
| 99          | Baltimore Ravens                                                   | Oniel Cousins     | Offensive tackle | UTEP                 |

### Negyedik kör
| Választás # | NFL Csapat                                            | Játékos             | Pozíció          | Főiskola            |
| ----------- | ----------------------------------------------------- | ------------------- | ---------------- | ------------------- |
| 100         | Oakland Raiders (from Miami through Dallas)           | Tyvon Branch        | Cornerback       | Connecticut         |
| 101         | St. Louis Rams                                        | Justin King         | Cornerback       | Penn State          |
| 102         | Green Bay Packers (from New York Jets)                | Jeremy Thompson     | Defensive end    | Wake Forest         |
| 103         | Tennessee Titans (from Atlanta through Washington)    | William Hayes       | Defensive end    | Winston-Salem State |
| 104         | Cleveland Browns (from Oakland through Dallas)        | Beau Bell           | Linebacker       | UNLV                |
| 105         | Kansas City Chiefs                                    | William Franklin    | Wide receiver    | Missouri            |
| 106         | Baltimore Ravens                                      | Marcus Smith        | Wide receiver    | New Mexico          |
| 107         | San Francisco 49ers                                   | Cody Wallace        | Center           | Texas A&M           |
| 108         | Denver Broncos                                        | Kory Lichtensteiger | Center           | Bowling Green       |
| 109         | Philadelphia Eagles (from Carolina)                   | Mike McGlynn        | Offensive guard  | Pittsburgh          |
| 110         | Miami Dolphins (from Chicago)                         | Shawn Murphy        | Offensive tackle | Utah State          |
| 111         | Cleveland Browns (from Detroit through Dallas)        | Martin Rucker       | Tight end        | Missouri            |
| 112         | Cincinnati Bengals                                    | Anthony Collins     | Offensive tackle | Kansas              |
| 113         | New York Jets (from New Orleans through Green Bay)    | Dwight Lowery       | Cornerback       | San José State      |
| 114         | Buffalo Bills                                         | Reggie Corner       | Cornerback       | Akron               |
| 115         | Tampa Bay Buccaneers (from Miami through Chicago)     | Dré Moore           | Defensive tackle | Maryland            |
| 116         | Arizona Cardinals                                     | Kenny Iwebema       | Defensive end    | Iowa                |
| 117         | Philadelphia Eagles (from Minnesota)                  | Quintin Demps       | Safety           | UTEP                |
| 118         | Houston Texans                                        | Xavier Adibi        | Linebacker       | Virginia Tech       |
| 119         | Denver Broncos (from Washington)                      | Jack Williams       | Cornerback       | Kent State          |
| 120         | Chicago Bears (from Tampa Bay)                        | Craig Steltz        | Safety           | LSU                 |
| 121         | Seattle Seahawks                                      | Red Bryant          | Defensive tackle | Texas A&M           |
| 122         | Dallas Cowboys (from Cleveland)                       | Tashard Choice      | Running back     | Georgia Tech        |
| 123         | New York Giants (from Pittsburgh)                     | Bryan Kehl          | Linebacker       | Brigham Young       |
| 124         | Washington Redskins (from Tennessee)                  | Justin Tryon        | Cornerback       | Arizona State       |
| —           | San Diego Chargers                                    | Selection forfeited | —                | —                   |
| 125         | Oakland Raiders (from Jacksonville through Baltimore) | Arman Shields       | Wide receiver    | Richmond            |
| 126         | Tennessee Titans (from Dallas)                        | Lavelle Hawkins     | Wide receiver    | California          |
| 127         | Indianapolis Colts                                    | Jacob Tamme         | Tight end        | Kentucky            |
| 128         | St. Louis Rams (from Green Bay)                       | Keenan Burton       | Wide receiver    | Kentucky            |
| 129         | New England Patriots                                  | Jonathan Wilhite    | Cornerback       | Auburn              |
| 130         | Pittsburgh Steelers (from New York Giants)            | Tony Hills          | Offensive Tackle | Texas               |
| 131         | Philadelphia Eagles                                   | Jack Ikegwuonu      | Cornerback       | Wisconsin           |
| 132         | Buffalo Bills                                         | Derek Fine          | Tight end        | Kansas              |
| 133         | Baltimore Ravens                                      | David Hale          | Offensive tackle | Weber State         |
| 134         | Tennessee Titans                                      | Stanford Keglar     | Linebacker       | Purdue              |
| 135         | Green Bay Packers                                     | Josh Sitton         | Offensive tackle | Central Florida     |

### Ötödik kör
| Választás # | NFL Csapat                                                      | Játékos             | Pozíció          | Főiskola             |
| ----------- | --------------------------------------------------------------- | ------------------- | ---------------- | -------------------- |
| 136         | Detroit Lions (from Miami through Kansas City)                  | Kenneth Moore       | Wide receiver    | Wake Forest          |
| 137         | Minnesota Vikings (from St. Louis through Green Bay)            | John David Booty    | Quarterback      | USC                  |
| 138         | Atlanta Falcons                                                 | Robert James        | Linebacker       | Arizona State        |
| 139         | Denver Broncos (from Oakland)                                   | Ryan Torain         | Running back     | Arizona State        |
| 140         | Kansas City Chiefs                                              | Brandon Carr        | Cornerback       | Grand Valley State   |
| 141         | Carolina Panthers (from NY Jets)                                | Gary Barnidge       | Tight end        | Louisville           |
| —           | San Francisco 49ers                                             | Selection forfeited | —                | —                    |
| —           | Baltimore Ravens                                                | Selection forfeited | —                | —                    |
| 142         | Chicago Bears (from Carolina)                                   | Zack Bowman         | Cornerback       | Nebraska             |
| 143         | Dallas Cowboys (From Chicago through Buffalo and Jacksonville)  | Orlando Scandrick   | Cornerback       | Boise State          |
| 144         | New Orleans Saints (from Detroit)                               | DeMario Pressley    | Defensive tackle | North Carolina State |
| 145         | Cincinnati Bengals                                              | Jason Shirley       | Defensive tackle | Fresno State         |
| 146         | Detroit Lions (from New Orleans)                                | Jerome Felton       | Fullback         | Furman               |
| 147         | Buffalo Bills                                                   | Alvin Bowen         | Linebacker       | Iowa State           |
| 148         | Denver Broncos                                                  | Carlton Powell      | Defensive tackle | Virginia Tech        |
| 149         | Arizona Cardinals                                               | Tim Hightower       | Running back     | Richmond             |
| 150         | Green Bay Packers (from Minnesota)                              | Breno Giacomini     | Offensive tackle | Louisville           |
| 151         | Houston Texans                                                  | Frank Okam          | Defensive tackle | Texas                |
| 152         | Minnesota Vikings (from Philadelphia)                           | Letroy Guion        | Defensive tackle | Florida State        |
| 153         | New England Patriots (from Tampa Bay)                           | Matt Slater         | Wide receiver    | UCLA                 |
| 154         | Atlanta Falcons (from Washington)                               | Kroy Biermann       | Linebacker       | Montana              |
| 155         | Jacksonville Jaguars (from Cleveland through Dallas)            | Thomas Williams     | Linebacker       | USC                  |
| 156         | Pittsburgh Steelers                                             | Dennis Dixon        | Quarterback      | Oregon               |
| 157         | St. Louis Rams (from Tennessee through Washington)              | Roy Schuening       | Offensive guard  | Oregon State         |
| 158         | Chicago Bears (from Seattle through Jacksonville and Tampa Bay) | Kellen Davis        | Tight end        | Michigan State       |
| 159         | Jacksonville Jaguars                                            | Trae Williams       | Cornerback       | South Florida        |
| 160         | Tampa Bay Buccaneers (from San Diego through New England)       | Josh Johnson        | Quarterback      | San Diego            |
| 161         | Indianapolis Colts                                              | Marcus Howard       | Defensive end    | Georgia              |
| 162         | New York Jets (from Green Bay)                                  | Erik Ainge          | Quarterback      | Tennessee            |
| 163         | Seattle Seahawks (from Dallas)                                  | Owen Schmitt        | Fullback         | West Virginia        |
| 164         | New Orleans Saints (from New England)                           | Carl Nicks          | Offensive tackle | Nebraska             |
| 165         | New York Giants                                                 | Jonathan Goff       | Linebacker       | Vanderbilt           |
| 166         | San Diego Chargers                                              | Marcus Thomas       | Running back     | UTEP                 |

### Hatodik kör
| Választás # | NFL Csapat                                                   | Játékos           | Pozíció          | Főiskola                 |
| ----------- | ------------------------------------------------------------ | ----------------- | ---------------- | ------------------------ |
| 167         | Dallas Cowboys (from Miami)                                  | Erik Walden       | Defensive end    | Middle Tennessee         |
| 168         | Washington Redskins (from St. Louis)                         | Durant Brooks     | Punter           | Georgia Tech             |
| 169         | Oakland Raiders                                              | Trevor Scott      | Defensive end    | Buffalo                  |
| 170         | Kansas City Chiefs                                           | Barry Richardson  | Offensive tackle | Clemson                  |
| 171         | New York Jets                                                | Marcus Henry      | Wide receiver    | Kansas                   |
| 172         | Atlanta Falcons                                              | Thomas Brown      | Running back     | Georgia                  |
| 173         | Houston Texans (from Baltimore)                              | Dominique Barber  | Safety           | Minnesota                |
| 174         | San Francisco 49ers                                          | Josh Morgan       | Wide receiver    | Virginia Tech            |
| 175         | Tampa Bay Buccaneers (from Chicago)                          | Geno Hayes        | Linebacker       | Florida State            |
| 176         | Miami Dolphins (from Detroit)                                | Jalen Parmele     | Running back     | Toledo                   |
| 177         | Cincinnati Bengals                                           | Corey Lynch       | Safety           | Appalachian State        |
| 178         | New Orleans Saints                                           | Taylor Mehlhaff   | Kicker           | Wisconsin                |
| 179         | Buffalo Bills                                                | Xavier Omon       | Running back     | Northwest Missouri State |
| 180         | Washington Redskins (from Denver through St. Louis)          | Kareem Moore      | Defensive back   | Nicholls State           |
| 181         | Carolina Panthers                                            | Nick Hayden       | Defensive tackle | Wisconsin                |
| 182         | Kansas City Chiefs (from Minnesota)                          | Kevin Robinson    | Wide receiver    | Utah State               |
| 183         | Denver Broncos (from Houston)                                | Spencer Larsen    | Linebacker       | Arizona                  |
| 184         | Philadelphia Eagles                                          | Mike Gibson       | Offensive tackle | California               |
| 185         | Arizona Cardinals                                            | Chris Harrington  | Defensive end    | Texas A&M                |
| 186         | Washington Redskins                                          | Colt Brennan      | Quarterback      | Hawaiʻi                  |
| 187         | Minnesota Vikings (from Tampa Bay through Kansas City)       | John Sullivan     | Center           | Notre Dame               |
| 188         | Pittsburgh Steelers                                          | Mike Humpal       | Linebacker       | Iowa                     |
| 189         | Seattle Seahawks (from Tennessee)                            | Tyler Schmitt     | Long snapper     | San Diego State          |
| 190         | Cleveland Browns (from Seattle)                              | Ahtyba Rubin      | Defensive tackle | Iowa State               |
| 191         | Cleveland Browns (from Cleveland through Philadelphia)       | Paul Hubbard      | Wide receiver    | Wisconsin                |
| 192         | San Diego Chargers                                           | DeJuan Tribble    | Cornerback       | Boston College           |
| 193         | Minnesota Vikings (from Jacksonville)                        | Jaymar Johnson    | Wide receiver    | Jackson State            |
| 194         | Pittsburgh Steelers (from Green Bay through New York Giants) | Ryan Mundy        | Safety           | West Virginia            |
| 195         | Miami Dolphins (from Dallas)                                 | Donald Thomas     | Offensive guard  | Connecticut              |
| 196         | Indianapolis Colts                                           | Tom Santi         | Tight end        | Virginia                 |
| 197         | New England Patriots                                         | Bo Ruud           | Linebacker       | Nebraska                 |
| 198         | New York Giants                                              | André Woodson     | Quarterback      | Kentucky                 |
| 199         | New York Giants                                              | Robert Henderson  | Defensive end    | Southern Miss            |
| 200         | Philadelphia Eagles                                          | Joe Mays          | Linebacker       | North Dakota State       |
| 201         | Indianapolis Colts                                           | Steve Justice     | Center           | Wake Forest              |
| 202         | Indianapolis Colts                                           | Mike Hart         | Running back     | Michigan                 |
| 203         | Philadelphia Eagles                                          | Andrew Studebaker | Defensive end    | Wheaton                  |
| 204         | Miami Dolphins                                               | Lex Hilliard      | Running back     | Montana                  |
| 205         | Indianapolis Colts                                           | Pierre Garcon     | Wide receiver    | Mount Union              |
| 206         | Baltimore Ravens                                             | Haruki Nakamura   | Safety           | Cincinnati               |
| 207         | Cincinnati Bengals                                           | Matt Sherry       | Tight end        | Villanova                |

### Hetedik kör
| Választás # | NFL Csapat                                             | Játékos             | Pozíció          | Főiskola           |
| ----------- | ------------------------------------------------------ | ------------------- | ---------------- | ------------------ |
| 208         | Chicago Bears (from Miami)                             | Ervin Baldwin       | Defensive end    | Michigan State     |
| 209         | Green Bay Packers (from St. Louis through Minnesota)   | Matt Flynn          | Quarterback      | LSU                |
| 210         | Kansas City Chiefs                                     | Brian Johnston      | Defensive end    | Gardner-Webb       |
| 211         | New York Jets                                          | Nate Garner         | Offensive tackle | Arkansas           |
| 212         | Atlanta Falcons                                        | Wilrey Fontenot     | Cornerback       | Arizona            |
| 213         | Jacksonville Jaguars (from Oakland through Dallas)     | Chauncey Washington | Running back     | USC                |
| 214         | San Francisco 49ers                                    | Larry Grant         | Linebacker       | Ohio State         |
| 215         | Baltimore Ravens                                       | Justin Harper       | Wide receiver    | Virginia Tech      |
| 216         | Detroit Lions                                          | Landon Cohen        | Defensive tackle | Ohio               |
| 217         | Green Bay Packers (from Cincinnati through St. Louis)  | Brett Swain         | Wide Receiver    | San Diego State    |
| 218         | Detroit Lions (from New Orleans)                       | Caleb Campbell      | Safety           | Army               |
| 219         | Buffalo Bills                                          | Demetrius Bell      | Offensive tackle | Northwestern State |
| 220         | Denver Broncos                                         | Josh Barrett        | Safety           | Arizona State      |
| 221         | Carolina Panthers                                      | Hilee Taylor        | Linebacker       | North Carolina     |
| 222         | Chicago Bears                                          | Chester Adams       | Offensive guard  | Georgia            |
| 223         | Houston Texans                                         | Alex Brink          | Quarterback      | Washington State   |
| 224         | Buffalo Bills (from Philadelphia)                      | Stevie Johnson      | Wide receiver    | Kentucky           |
| 225         | Arizona Cardinals                                      | Brandon Keith       | Offensive tackle | Northern Iowa      |
| 226         | Oakland Raiders (from Minnesota through New York Jets) | Chaz Schilens       | Wide receiver    | San Diego State    |
| 227         | Denver Broncos (from Tampa Bay)                        | Peyton Hillis       | Fullback         | Arkansas           |
| 228         | St. Louis Rams (from Washington)                       | Chris Chamberlain   | Linebacker       | Tulsa              |
| 229         | Tennessee Titans                                       | Cary Williams       | Cornerback       | Washburn           |
| 230         | Philadelphia Eagles (from Seattle)                     | King Dunlap         | Offensive tackle | Auburn             |
| 231         | Cleveland Browns                                       | Alex Hall           | Linebacker       | St. Augustine      |
| 232         | Atlanta Falcons (from Pittsburgh)                      | Keith Zinger        | Tight end        | LSU                |
| 233         | Seattle Seahawks (from Jacksonville)                   | Justin Forsett      | Running back     | California         |
| 234         | San Diego Chargers                                     | Corey Clark         | Offensive tackle | Texas A&M          |
| 235         | Seattle Seahawks (from Dallas)                         | Brandon Coutu       | Kicker           | Georgia            |
| 236         | Indianapolis Colts                                     | Jamey Richard       | Center           | Buffalo            |
| 237         | New Orleans Saints (from Green Bay Packers)            | Adrian Arrington    | Wide receiver    | Michigan           |
| 238         | Tampa Bay Buccaneers (from New England)                | Cory Boyd           | Running back     | South Carolina     |
| 239         | Kansas City Chiefs (from NY Giants)                    | Mike Merritt        | Tight end        | Central Florida    |
| 240         | Baltimore Ravens                                       | Allen Patrick       | Runinng back     | Oklahoma           |
| 241         | Carolina Panthers                                      | Geoff Schwartz      | Offensive tackle | Oregon             |
| 242         | Washington Redskins                                    | Rob Jackson         | Defensive end    | Kansas State       |
| 243         | Chicago Bears                                          | Joey LaRocque       | Linebacker       | Oregon State       |
| 244         | Cincinnati Bengals                                     | Angelo Craig        | Defensive end    | Cincinnati         |
| 245         | Miami Dolphins                                         | Lionel Dotson       | Defensive end    | Arizona            |
| 246         | Cincinnati Bengals                                     | Mario Urrutia       | Wide receiver    | Louisville         |
| 247         | Chicago Bears                                          | Kirk Barton         | Offensive tackle | Ohio State         |
| 248         | Chicago Bears                                          | Marcus Monk         | Wide receiver    | Arkansas           |
| 249         | Washington Redskins                                    | Chris Horton        | Safety           | UCLA               |
| 250         | Carolina Panthers                                      | Mackenzy Bernadeau  | Guard            | Bentley            |
| 251         | Buffalo Bills                                          | Kennard Cox         | Defensive back   | Pittsburgh         |
| 252         | St. Louis Rams                                         | David Vobora        | Linebacker       | Idaho              |